# Olympische Sommerspiele 1920/Teilnehmer (Vereinigte Staaten)
| Gelbes Symbol für Goldmedaillen mit stilisierten Olympischen Ringen | Graues Symbol für Silbermedaillen mit stilisierten Olympischen Ringen | Braundes Symbol für Bronzemedaillen mit stilisierten Olympischen Ringen |
| ------------------------------------------------------------------- | --------------------------------------------------------------------- | ----------------------------------------------------------------------- |
| 41                                                                  | 27                                                                    | 27                                                                      |

Die Vereinigten Staaten nahmen an den Olympischen Sommerspielen 1920 in Antwerpen, Belgien, mit einer Delegation von 288 Sportlern teil. Dabei konnten die Athleten drei Gold-, drei Silber- und drei Bronzemedaillen gewinnen.

## Medaillengewinner

### Gold
| Name | Sportart       | Wettkampf                                         |
| --- | -------------- | ------------------------------------------------- |
| Eddie Eagan | Boxen          | Halbschwergewicht                                 |
| Frankie Genaro | Boxen          | Fliegengewicht                                    |
| Samuel Mosberg | Boxen          | Leichtgewicht                                     |
| Frank Foss | Leichtathletik | Stabhochsprung                                    |
| Richmond Landon | Leichtathletik | Hochsprung                                        |
| Frank Loomis | Leichtathletik | 400 m Hürden                                      |
| Pat McDonald | Leichtathletik | Gewichtweitwurf                                   |
| Charles Paddock | Leichtathletik | 100 m                                             |
| Pat Ryan | Leichtathletik | Hammerwurf                                        |
| Allen Woodring | Leichtathletik | 200 m                                             |
| Horace Brown Arlie Schardt Ivan Dresser | Leichtathletik | 3000 m Mannschaft                                 |
| Charles Paddock Jackson Scholz Loren Murchison Morris Kirksey | Leichtathletik | 4 × 100 m Staffel                                 |
| Charles E. Ackerly | Ringen         | Federgewicht                                      |
| John B. Kelly senior | Rudern         | Einer                                             |
| Paul Costello John B. Kelly senior | Rudern         | Doppelzweier                                      |
| Virgil Jacomini Edwin Graves William Jordan Edward Peerman Moore Alden Sanborn Donald Johnston Vincent Gallagher Clyde King Sherman Clark                                                                                                  | Rudern         | Achter                                            |
| Dan Carroll Charlie Doe George Fish James Fitzpatrick Joseph Hunter Morris Kirksey Charles Mehan John Muldoon John O’Neil John Patrick Cornelius Righter Rudy Scholz Colby Slater Dink Templeton Charles Tilden James Winston Heaton Wrenn | Rugby          | Männer                                            |
| Mark Arie | Schießen       | Tontaubenschießen                                 |
| Morris Fisher | Schießen       | Freies Gewehr Dreistellungskampf 300 m            |
| Karl Frederick | Schießen       | Scheibenpistole 50 m                              |
| Lawrence Nuesslein | Schießen       | Kleinkaliber Einzel 50 m                          |
| Carl Osburn | Schießen       | Armeegewehr stehend 300 m                         |
| Dennis Fenton Willis Lee Lawrence Nuesslein Arthur Rothrock Oliver Schriver James Snook | Schießen       | Kleinkaliber Mannschaft 50 m                      |
| Karl Frederick Louis Harant Michael Kelly Alfred Lane James Snook | Schießen       | Armeerevolver Mannschaft 30 m                     |
| Dennis Fenton Morris Fisher Willis Lee Carl Osburn Lloyd Spooner | Schießen       | Freies Gewehr Dreistellungskampf Mannschaft 300 m |
| Morris Fisher Joseph Jackson Willis Lee Carl Osburn Lloyd Spooner | Schießen       | Armeegewehr Mannschaft liegend 300 m              |
| Raymond Bracken Karl Frederick Michael Kelly Alfred Lane | Schießen       | Armeerevolver Mannschaft 50 m                     |
| Dennis Fenton Joseph Jackson Willis Lee Oliver Schriver Lloyd Spooner | Schießen       | Armeegewehr Mannschaft liegend 600 m              |
| Joseph Jackson Willis Lee Carl Osburn Oliver Schriver Lloyd Spooner | Schießen       | Armeegewehr Mannschaft liegend 300 m und 600 m    |
| Mark Arie Horace Bonser Forest McNeir Jay Clark Frank Troeh Frank Wright | Schießen       | Tontaubenschießen Mannschaft                      |
| Ethelda Bleibtrey | Schwimmen      | 100 m Freistil                                    |
| Ethelda Bleibtrey | Schwimmen      | 300 m Freistil                                    |
| Duke Kahanamoku | Schwimmen      | 100 m Freistil                                    |
| Warren Kealoha | Schwimmen      | 100 m Rücken                                      |
| Norman Ross | Schwimmen      | 400 m Freistil                                    |
| Norman Ross | Schwimmen      | 1500 m Freistil                                   |
| Perry McGillivray Pua Kealoha Norman Ross Duke Kahanamoku | Schwimmen      | 4 × 200 m Freistil                                |
| Margaret Woodbridge Frances Schroth Irene Guest Ethelda Bleibtrey | Schwimmen      | 4 × 100 m Freistil                                |
| Louis Kuehn | Wasserspringen | Kunstspringen 1 m und 3 m                         |
| Clarence Pinkston | Wasserspringen | Turmspringen 5 m und 10 m                         |
| Aileen Riggin | Wasserspringen | Kunstspringen 1 m und 3 m                         |

### Silber
| Name | Sportart       | Wettkampf                            |
| --- | -------------- | ------------------------------------ |
| Raymond Bonney Anthony Conroy Herbert Drury Edward Fitzgerald Gerry Geran Moose Goheen Joseph McCormick Lawrence McCormick Frank Synott Leon Tuck Cyril Weidenborner | Eishockey      | Eishockey                            |
| Harold Barron | Leichtathletik | 110 m Hürden                         |
| Everett Bradley | Leichtathletik | Fünfkampf                            |
| Earl Eby | Leichtathletik | 800 m                                |
| Patrick Flynn | Leichtathletik | 3000 m Hindernis                     |
| Brutus Hamilton | Leichtathletik | Zehnkampf                            |
| Carl Johnson | Leichtathletik | Weitsprung                           |
| Morris Kirksey | Leichtathletik | 100 m                                |
| Harold Muller | Leichtathletik | Hochsprung                           |
| John Norton | Leichtathletik | 400 m Hürden                         |
| Charles Paddock | Leichtathletik | 200 m                                |
| Joseph Pearman | Leichtathletik | 10.000 m Gehen                       |
| Pat Ryan | Leichtathletik | Gewichtweitwurf                      |
| Sam Gerson | Ringen         | Federgewicht                         |
| Nat Pendleton | Ringen         | Schwergewicht                        |
| Kenneth Myers Carl Klose Franz Federschmidt Erich Federschmidt Sherman Clark                                                                                         | Rudern         | Vierer mit Steuermann                |
| Raymond Bracken | Schießen       | Kleinkaliber 50 m                    |
| Arthur Rothrock | Schießen       | Schnellfeuerpistole 30 m             |
| Frank Troeh | Schießen       | Tontaubenschießen                    |
| Thomas Brown Willis Lee Lawrence Nuesslein Carl Osburn Lloyd Spooner                                                                                                 | Schießen       | Armeegewehr Mannschaft stehend 300 m |
| Irene Guest | Schwimmen      | 100 m Freistil                       |
| Pua Kealoha | Schwimmen      | 100 m Freistil                       |
| Raymond Kegeris | Schwimmen      | 100 m Rücken                         |
| Ludy Langer | Schwimmen      | 400 m Freistil                       |
| Margaret Woodbridge | Schwimmen      | 300 m Freistil                       |
| Clarence Pinkston | Wasserspringen | Kunstspringen 1 m und 3 m            |
| Helen Wainwright | Wasserspringen | Kunstspringen 1 m und 3 m            |

### Bronze
| Name                                                                        | Sportart       | Wettkampf                                      |
| --------------------------------------------------------------------------- | -------------- | ---------------------------------------------- |
| Frederick Colberg                                                           | Boxen          | Weltergewicht                                  |
| Theresa Weld                                                                | Eiskunstlauf   | Damen                                          |
| Henry Breckinridge Harold Rayner Francis Honeycutt Arthur Lyon Robert Sears | Fechten        | Florett Mannschaft                             |
| Basil Bennett                                                               | Leichtathletik | Hammerwurf                                     |
| August Desch                                                                | Leichtathletik | 400 m Hürden                                   |
| Harry Liversedge                                                            | Leichtathletik | Kugelstoßen                                    |
| Feg Murray                                                                  | Leichtathletik | 110 m Hürden                                   |
| Edwin Myers                                                                 | Leichtathletik | Stabhochsprung                                 |
| Gus Pope                                                                    | Leichtathletik | Diskuswurf                                     |
| Richard Remer                                                               | Leichtathletik | 3000 m Gehen                                   |
| Lawrence Shields                                                            | Leichtathletik | 1500 m                                         |
| Arthur Harris Terry de la Mesa Allen Jack Montgomery Nelson Margetts        | Polo           | Männer                                         |
| Charles Johnson                                                             | Ringen         | Mittelgewicht                                  |
| Walter Maurer                                                               | Ringen         | Halbschwergewicht                              |
| Fred Meyer                                                                  | Ringen         | Schwergewicht                                  |
| Dennis Fenton                                                               | Schießen       | Kleinkaliber Einzel 50 m                       |
| Alfred Lane                                                                 | Schießen       | Scheibenpistole 50 m                           |
| Lawrence Nuesslein                                                          | Schießen       | Armeegewehr stehend 300 m                      |
| Lloyd Spooner                                                               | Schießen       | Armeegewehr liegend 600 m                      |
| Frank Wright                                                                | Schießen       | Tontaubenschießen                              |
| Thomas Brown Willis Lee Lawrence Nuesslein Carl Osburn Lloyd Spooner        | Schießen       | Laufender Hirsch Einzelschuss Mannschaft 100 m |
| Bill Harris                                                                 | Schwimmen      | 100 m Freistil                                 |
| Frances Schroth                                                             | Schwimmen      | 100 m Freistil                                 |
| Frances Schroth                                                             | Schwimmen      | 400 m Freistil                                 |
| Louis Balbach                                                               | Wasserspringen | Kunstspringen 1 m und 3 m                      |
| Harry Prieste                                                               | Wasserspringen | Turmspringen 5 m und 10 m                      |
| Thelma Payne                                                                | Wasserspringen | Kunstspringen 1 m und 3 m                      |

## Teilnehmer nach Sportarten

### Boxen
| Athlet            | Disziplin                        | Erste Runde       | Achtelfinale       | Viertelfinale      | Halbfinale         | Finale/Kampf um Platz 3 | Finale/Kampf um Platz 3 |
| Athlet            | Disziplin                        | Gegner Ergebnis   | Gegner Ergebnis    | Gegner Ergebnis    | Gegner Ergebnis    | Gegner Ergebnis         | Platz                   |
| ----------------- | -------------------------------- | ----------------- | ------------------ | ------------------ | ------------------ | ----------------------- | ----------------------- |
| Frank Cassidy     | Leichtgewicht (bis 61,24 kg)     | nicht ausgetragen | Janssens Gewonnen  | Johansen Verloren  | nicht erreicht     | nicht erreicht          | Fünfter                 |
| William Clark     | Weltergewicht (bis 66,68 kg)     | Freilos           | Werll Gewonnen     | Stokstad Gewonnen  | Ireland Verloren   | Colberg Verloren        | Vierter                 |
| Frederick Colberg | Weltergewicht (bis 66,68 kg)     | Freilos           | Schannong Gewonnen | Gillet Gewonnen    | Schneider Verloren | Clark Gewonnen          | Dritter                 |
| Joseph Cranston   | Mittelgewicht (bis 72,57 kg)     | Freilos           | Mallin Verloren    | nicht erreicht     | nicht erreicht     | nicht erreicht          | Neunter                 |
| Eddie Eagan       | Halbschwergewicht (bis 79,38 kg) | nicht ausgetragen | Freilos            | Holdstock Gewonnen | Franks Gewonnen    | Sørsdal Gewonnen        | Olympiasieger           |
| George Etcell     | Federgewicht (bis 57,15 kg)      | Freilos           | Fritsch Verloren   | nicht erreicht     | nicht erreicht     | nicht erreicht          | Neunter                 |
| Frankie Genaro    | Fliegengewicht (bis 50,80 kg)    | nicht ausgetragen | Nilsen Gewonnen    | Rampignon Gewonnen | Albert Gewonnen    | Pedersen Gewonnen       | Olympiasieger           |
| Edward Hartman    | Bantamgewicht (bis 53,50 kg)     | nicht ausgetragen | Bowling Gewonnen   | Walker Verloren    | nicht erreicht     | nicht erreicht          | Fünfter                 |
| Samuel Lagonia    | Mittelgewicht (bis 72,57 kg)     | Freilos           | Jacobsen Gewonnen  | Mallin Verloren    | nicht erreicht     | nicht erreicht          | Fünfter                 |
| Samuel Mosberg    | Leichtgewicht (bis 61,24 kg)     | nicht ausgetragen | Solvinto Gewonnen  | Grace Gewonnen     | Beland Gewonnen    | Johansen Gewonnen       | Olympiasieger           |
| Edwin Schell      | Halbschwergewicht (bis 79,38 kg) | nicht ausgetragen | MacGregor Gewonnen | Sørsdal Verloren   | nicht erreicht     | nicht erreicht          | Fünfter                 |
| William Spengler  | Schwergewicht (über 79,38 kg)    | nicht ausgetragen | Freilos            | Creusen Gewonnen   | Petersen Verloren  | Eluère Verloren         | Vierter                 |
| Samuel Stewart    | Schwergewicht (über 79,38 kg)    | nicht ausgetragen | Freilos            | Rawson Verloren    | nicht erreicht     | nicht erreicht          | Fünfter                 |
| Sammy Vogel       | Bantamgewicht (bis 53,50 kg)     | nicht ausgetragen | Cochon Gewonnen    | Hébrants Verloren  | nicht erreicht     | nicht erreicht          | Fünfter                 |
| Jack Zivic        | Federgewicht (bis 57,15 kg)      | Freilos           | Freilos            | Clausen Verloren   | nicht erreicht     | nicht erreicht          | Fünfter                 |
| Peter Zivic       | Fliegengewicht (bis 50,80 kg)    | nicht ausgetragen | van Dijk Gewonnen  | Pedersen Verloren  | nicht erreicht     | nicht erreicht          | Fünfter                 |

### Eishockey

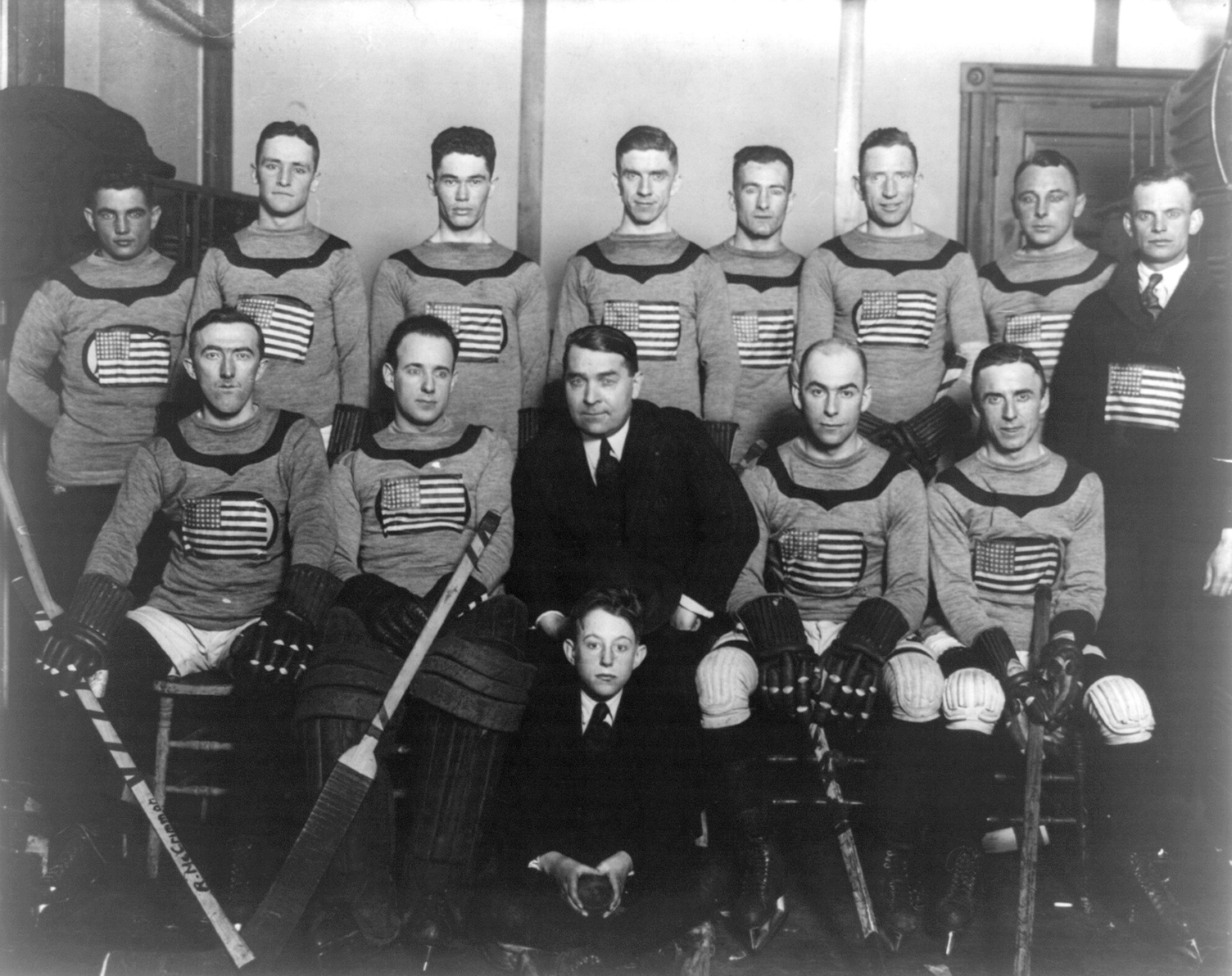
Das US-amerikanische Eishockeyteam für die Olympischen Sommerspiele 1920

- Zweiter
Raymond Bonney
Anthony Conroy
Herbert Drury
Edward Fitzgerald
Gerry Geran
Moose Goheen
Joseph McCormick
Lawrence McCormick
Frank Synott
Leon Tuck
Cyril Weidenborner

### Eiskunstlauf
| Athlet                       | Disziplin | Finale   | Finale   |
| Athlet                       | Disziplin | Ergebnis | Platz    |
| ---------------------------- | --------- | -------- | -------- |
| Nathaniel Niles              | Männer    | 49,0     | Sechster |
| Theresa Weld                 | Frauen    | 15,5     | Dritter  |
| Nathaniel Niles Theresa Weld | Paare     | 28,5     | Vierter  |

### Fechten
| Athlet | Disziplin           | Erste Runde       | Erste Runde       | Viertelfinale     | Viertelfinale     | Halbfinale        | Halbfinale        | Finale         | Finale         |
| Athlet | Disziplin           | Ergebnis          | Platz             | Ergebnis          | Platz             | Ergebnis          | Platz             | Ergebnis       | Platz          |
| --- | ------------------- | ----------------- | ----------------- | ----------------- | ----------------- | ----------------- | ----------------- | -------------- | -------------- |
| Millard Bloomer | Florett, Einzel     | nicht ausgetragen | nicht ausgetragen | 4–4               | Fünfter           | nicht erreicht    | nicht erreicht    | nicht erreicht | nicht erreicht |
| Roscoe Bowman | Säbel, Einzel       | nicht ausgetragen | nicht ausgetragen | 3–5               | Siebter           | nicht erreicht    | nicht erreicht    | nicht erreicht | nicht erreicht |
| Henry Breckinridge | Degen, Einzel       | 6–2               | Erster            | 5–3               | Fünfter           | 3–8               | Zehnter           | nicht erreicht | nicht erreicht |
| Henry Breckinridge | Florett, Einzel     | nicht ausgetragen | nicht ausgetragen | 2–4               | Vierter           | nicht erreicht    | nicht erreicht    | nicht erreicht | nicht erreicht |
| George Calnan | Florett, Einzel     | nicht ausgetragen | nicht ausgetragen | 1–4               | Fünfter           | nicht erreicht    | nicht erreicht    | nicht erreicht | nicht erreicht |
| Frederick Cunningham | Säbel, Einzel       | nicht ausgetragen | nicht ausgetragen | 1–7               | Neunter           | nicht erreicht    | nicht erreicht    | nicht erreicht | nicht erreicht |
| John Dimond | Degen, Einzel       | 2–4               | Siebter           | nicht erreicht    | nicht erreicht    | nicht erreicht    | nicht erreicht    | nicht erreicht | nicht erreicht |
| John Dimond | Säbel, Einzel       | nicht ausgetragen | nicht ausgetragen | 1–6               | Achter            | nicht erreicht    | nicht erreicht    | nicht erreicht | nicht erreicht |
| Raymond Dutcher | Degen, Einzel       | 3–6               | Siebter           | nicht erreicht    | nicht erreicht    | nicht erreicht    | nicht erreicht    | nicht erreicht | nicht erreicht |
| Edwin Fullinwider | Säbel, Einzel       | nicht ausgetragen | nicht ausgetragen | 2–5               | Sechster          | nicht erreicht    | nicht erreicht    | nicht erreicht | nicht erreicht |
| Francis Honeycutt | Florett, Einzel     | nicht ausgetragen | nicht ausgetragen | 2–2               | Dritter           | 0–5               | Sechster          | nicht erreicht | nicht erreicht |
| Arthur Lyon | Säbel, Einzel       | nicht ausgetragen | nicht ausgetragen | 1–6               | Achter            | nicht erreicht    | nicht erreicht    | nicht erreicht | nicht erreicht |
| Brooks Parker | Florett, Einzel     | nicht ausgetragen | nicht ausgetragen | 3–5               | 6                 | nicht erreicht    | nicht erreicht    | nicht erreicht | nicht erreicht |
| Brooks Parker | Säbel, Einzel       | nicht ausgetragen | nicht ausgetragen | 4–3               | Vierter           | 1–5               | Sechster          | nicht erreicht | nicht erreicht |
| William Russell | Degen, Einzel       | 3–4               | Fünfter           | 6–5               | Dritter           | 2–9               | Zehnter           | nicht erreicht | nicht erreicht |
| Leon Schoonmaker | Degen, Einzel       | 0–8               | Neunter           | nicht erreicht    | nicht erreicht    | nicht erreicht    | nicht erreicht    | nicht erreicht | nicht erreicht |
| Leon Schoonmaker | Florett, Einzel     | nicht ausgetragen | nicht ausgetragen | 0–5               | Sechster          | nicht erreicht    | nicht erreicht    | nicht erreicht | nicht erreicht |
| Claiborne Walker | Säbel, Einzel       | nicht ausgetragen | nicht ausgetragen | 2–4               | Sechster          | nicht erreicht    | nicht erreicht    | nicht erreicht | nicht erreicht |
| Henry Breckinridge Francis Honeycutt Arthur Lyon Harold Rayner Robert Sears                                                 | Florett, Mannschaft | nicht ausgetragen | nicht ausgetragen | nicht ausgetragen | nicht ausgetragen | 1–0               | Zweiter           | 2–2            | Dritter        |
| Henry Breckinridge Ray Dutcher Arthur Lyon Harold Rayner William Russell Robert Sears                                       | Degen, Mannschaft   | nicht ausgetragen | nicht ausgetragen | nicht ausgetragen | nicht ausgetragen | 2–3               | Dritter           | 0–5            | Sechster       |
| Roscoe Bowman Frederick Cunningham John Dimond Bradford Fraley Edwin Fullinwider Arthur Lyon Brooks Parker Claiborne Walker | Säbel, Mannschaft   | nicht ausgetragen | nicht ausgetragen | nicht ausgetragen | nicht ausgetragen | nicht ausgetragen | nicht ausgetragen | 3–4            | Fünfter        |

### Leichtathletik
| Athlet                                                                   | Disziplin                     | Vorlauf           | Vorlauf           | Viertelfinale     | Viertelfinale     | Halbfinale        | Halbfinale        | Finale         | Finale         |
| Athlet                                                                   | Disziplin                     | Ergebnis          | Platz             | Ergebnis          | Platz             | Ergebnis          | Platz             | Ergebnis       | Platz          |
| ------------------------------------------------------------------------ | ----------------------------- | ----------------- | ----------------- | ----------------- | ----------------- | ----------------- | ----------------- | -------------- | -------------- |
| Dan Ahearn                                                               | Dreisprung                    | 13,75 m           | Sechster          | nicht ausgetragen | nicht ausgetragen | nicht ausgetragen | nicht ausgetragen | 14,08 m        | Sechster       |
| Milton Angier                                                            | Speerwurf                     | 57,58 m           | Neunter           | nicht ausgetragen | nicht ausgetragen | nicht ausgetragen | nicht ausgetragen | 59,275 m       | Siebter        |
| Harold Barron                                                            | 110 m Hürden                  | nicht ausgetragen | nicht ausgetragen | 15,2 s            | Erster            | 15,0 s (WR)       | Erster            | 15,1 s         | Zweiter        |
| William Bartlett                                                         | Diskuswurf                    | 40,875 m          | Vierter           | nicht ausgetragen | nicht ausgetragen | nicht ausgetragen | nicht ausgetragen | 40,875 m       | Fünfter        |
| Basil Bennett                                                            | Hammerwurf                    | 48,25 m           | Zweiter           | nicht ausgetragen | nicht ausgetragen | nicht ausgetragen | nicht ausgetragen | 48,25 m        | Dritter        |
| George Bihlman                                                           | Kugelstoßen                   | 13,575 m          | Siebter           | nicht ausgetragen | nicht ausgetragen | nicht ausgetragen | nicht ausgetragen | nicht erreicht | nicht erreicht |
| Max Böhland                                                              | Crosslauf, Einzelwertung      | nicht ausgetragen | nicht ausgetragen | nicht ausgetragen | nicht ausgetragen | nicht ausgetragen | nicht ausgetragen | k. A.          | 16.            |
| Everett Bradley                                                          | Fünfkampf                     | nicht ausgetragen | nicht ausgetragen | nicht ausgetragen | nicht ausgetragen | nicht ausgetragen | nicht ausgetragen | 24 Punkte      | Zweiter        |
| Horace Brown                                                             | 5000 m                        | nicht ausgetragen | nicht ausgetragen | nicht ausgetragen | nicht ausgetragen | 15:31,8 min       | Dritter           | DNF            | DNF            |
| Sol Butler                                                               | Weitsprung                    | 6,60 m            | Siebter           | nicht ausgetragen | nicht ausgetragen | nicht ausgetragen | nicht ausgetragen | nicht erreicht | nicht erreicht |
| Thomas Campbell                                                          | 800 m                         | nicht ausgetragen | nicht ausgetragen | 1:59,4 min        | Zweiter           | 1:57,6 min        | Zweiter           | DNF            | DNF            |
| Howard Cann                                                              | Kugelstoßen                   | 13,52 m           | Achter            | nicht ausgetragen | nicht ausgetragen | nicht ausgetragen | nicht ausgetragen | nicht erreicht | nicht erreicht |
| James Connolly                                                           | 1500 m                        | nicht ausgetragen | nicht ausgetragen | nicht ausgetragen | nicht ausgetragen | 4:09,3 min        | Dritter           | DNF            | DNF            |
| George Cornetta                                                          | 10.000 m                      | nicht ausgetragen | nicht ausgetragen | nicht ausgetragen | nicht ausgetragen | k. A.             | Neunter           | nicht erreicht | nicht erreicht |
| Bob Crawford                                                             | Crosslauf, Einzelwertung      | nicht ausgetragen | nicht ausgetragen | nicht ausgetragen | nicht ausgetragen | nicht ausgetragen | nicht ausgetragen | k. A.          | 40.            |
| Edward Curtis                                                            | 1500 m                        | nicht ausgetragen | nicht ausgetragen | nicht ausgetragen | nicht ausgetragen | DNF               | DNF               | nicht erreicht | nicht erreicht |
| Charles Daggs                                                            | 400 m Hürden                  | nicht ausgetragen | nicht ausgetragen | 56,7 s            | Zweiter           | 55,8 s            | Dritter           | 55,7 s         | Sechster       |
| August Desch                                                             | 400 m Hürden                  | nicht ausgetragen | nicht ausgetragen | 57,6 s            | Erster            | 55,4 s            | Erster            | 54,7 s         | Dritter        |
| Michael Devaney                                                          | 3000 m Hindernis              | nicht ausgetragen | nicht ausgetragen | nicht ausgetragen | nicht ausgetragen | 10:23,0 min (OR)  | Erster            | 10:34,3 min    | Fünfter        |
| Ivan Dresser                                                             | 5000 m                        | nicht ausgetragen | nicht ausgetragen | nicht ausgetragen | nicht ausgetragen | 15:41,8 min       | Dritter           | DNF            | DNF            |
| Robert Dunne                                                             | Fünfkampf                     | nicht ausgetragen | nicht ausgetragen | nicht ausgetragen | nicht ausgetragen | nicht ausgetragen | nicht ausgetragen | DNF            | DNF            |
| Earl Eby                                                                 | 800 m                         | nicht ausgetragen | nicht ausgetragen | 1:57,7 min        | Dritter           | 1:57,0 min        | Zweiter           | 1:53,6 min     | Zweiter        |
| Everett Ellis                                                            | Zehnkampf                     | nicht ausgetragen | nicht ausgetragen | nicht ausgetragen | nicht ausgetragen | nicht ausgetragen | nicht ausgetragen | DNF            | DNF            |
| Robert Emery                                                             | 400 m                         | 52,6 s            | Erster            | 50,7 s            | Dritter           | k. A.             | Vierter           | nicht erreicht | nicht erreicht |
| Fred Faller                                                              | 10.000 m                      | nicht ausgetragen | nicht ausgetragen | nicht ausgetragen | nicht ausgetragen | 33:02,4 min       | Vierter           | 32:38,0 min    | Achter         |
| Fred Faller                                                              | Crosslauf, Einzelwertung      | nicht ausgetragen | nicht ausgetragen | nicht ausgetragen | nicht ausgetragen | nicht ausgetragen | nicht ausgetragen | k. A.          | 15.            |
| Patrick Flynn                                                            | 3000 m Hindernis              | nicht ausgetragen | nicht ausgetragen | nicht ausgetragen | nicht ausgetragen | 10:36,0 min       | Erster            | 10:21,1 min    | Zweiter        |
| Patrick Flynn                                                            | Crosslauf, Einzelwertung      | nicht ausgetragen | nicht ausgetragen | nicht ausgetragen | nicht ausgetragen | nicht ausgetragen | nicht ausgetragen | 28:12,0 min    | Neunter        |
| Frank Foss                                                               | Stabhochsprung                | 3,60 m            | Erster            | nicht ausgetragen | nicht ausgetragen | nicht ausgetragen | nicht ausgetragen | 4,09 m (WR)    | Olympiasieger  |
| Clifford Furnas                                                          | 5000 m                        | nicht ausgetragen | nicht ausgetragen | nicht ausgetragen | nicht ausgetragen | 15:23,8 min       | Vierter           | DNF            | DNF            |
| Kaufman Geist                                                            | Dreisprung                    | 13,52 m           | Zwölfter          | nicht ausgetragen | nicht ausgetragen | nicht ausgetragen | nicht ausgetragen | nicht erreicht | nicht erreicht |
| Harry Goelitz                                                            | Zehnkampf                     | nicht ausgetragen | nicht ausgetragen | nicht ausgetragen | nicht ausgetragen | nicht ausgetragen | nicht ausgetragen | DNF            | DNF            |
| Brutus Hamilton                                                          | Fünfkampf                     | nicht ausgetragen | nicht ausgetragen | nicht ausgetragen | nicht ausgetragen | nicht ausgetragen | nicht ausgetragen | 27             | Sechster       |
| Brutus Hamilton                                                          | Zehnkampf                     | nicht ausgetragen | nicht ausgetragen | nicht ausgetragen | nicht ausgetragen | nicht ausgetragen | nicht ausgetragen | 6771,085       | Zweiter        |
| Albert Hulsebosch                                                        | 3000 m Hindernis              | nicht ausgetragen | nicht ausgetragen | nicht ausgetragen | nicht ausgetragen | 10:26,8 min       | Dritter           | 10:37,7 min    | Sechster       |
| Charles Hunter                                                           | 5000 m                        | nicht ausgetragen | nicht ausgetragen | nicht ausgetragen | nicht ausgetragen | k. A.             | Fünfter           | nicht erreicht | nicht erreicht |
| Clarence Jaquith                                                         | Dreisprung                    | 13,04 m           | 15.               | nicht ausgetragen | nicht ausgetragen | nicht ausgetragen | nicht ausgetragen | nicht erreicht | nicht erreicht |
| Eldon Jenne                                                              | Stabhochsprung                | 3,60 m            | Erster            | nicht ausgetragen | nicht ausgetragen | nicht ausgetragen | nicht ausgetragen | 3,60 m         | Siebter        |
| Carl Johnson                                                             | Weitsprung                    | 6,82 m            | Dritter           | nicht ausgetragen | nicht ausgetragen | nicht ausgetragen | nicht ausgetragen | 7,095 m        | Zweiter        |
| Richard Johnson                                                          | 10.000 m                      | nicht ausgetragen | nicht ausgetragen | nicht ausgetragen | nicht ausgetragen | k. A.             | Achter            | nicht erreicht | nicht erreicht |
| Morris Kirksey                                                           | 100 m                         | 11,0 s            | Erster            | 10,8 s            | Erster            | 11,0 s            | Dritter           | 10,8 s         | Zweiter        |
| Morris Kirksey                                                           | 200 m                         | 23,4 s            | Erster            | 22,6 s            | Erster            | 22,7 s            | Vierter           | nicht erreicht | nicht erreicht |
| Edward Knourek                                                           | Stabhochsprung                | 3,60 m            | Erster            | nicht ausgetragen | nicht ausgetragen | nicht ausgetragen | nicht ausgetragen | 3,60 m         | Vierter        |
| Sherman Landers                                                          | Dreisprung                    | 14,00 m           | Vierter           | nicht ausgetragen | nicht ausgetragen | nicht ausgetragen | nicht ausgetragen | 14,17 m        | Fünfter        |
| Richmond Landon                                                          | Hochsprung                    | 1,80 m            | Erster            | nicht ausgetragen | nicht ausgetragen | nicht ausgetragen | nicht ausgetragen | 1,936 m        | Olympiasieger  |
| Robert LeGendre                                                          | Fünfkampf                     | nicht ausgetragen | nicht ausgetragen | nicht ausgetragen | nicht ausgetragen | nicht ausgetragen | nicht ausgetragen | 26             | Vierter        |
| James Lincoln                                                            | Speerwurf                     | 57,86 m           | Achter            | nicht ausgetragen | nicht ausgetragen | nicht ausgetragen | nicht ausgetragen | 57,86 m        | Neunter        |
| Carl Linder                                                              | Marathon                      | nicht ausgetragen | nicht ausgetragen | nicht ausgetragen | nicht ausgetragen | nicht ausgetragen | nicht ausgetragen | 2:44:21,2 h    | Elfter         |
| Harry Liversedge                                                         | Kugelstoßen                   | 13,755 m          | Vierter           | nicht ausgetragen | nicht ausgetragen | nicht ausgetragen | nicht ausgetragen | 14,15 m        | Dritter        |
| Frank Loomis                                                             | 400 m Hürden                  | nicht ausgetragen | nicht ausgetragen | 55,8 s            | Erster            | 55,4 s            | Erster            | 54,0 s (WR)    | Olympiasieger  |
| Jack Mahan                                                               | Speerwurf                     | 53,52 m           | Zwölfter          | nicht ausgetragen | nicht ausgetragen | nicht ausgetragen | nicht ausgetragen | nicht erreicht | nicht erreicht |
| Thomas Maroney                                                           | 3000 m Gehen                  | nicht ausgetragen | nicht ausgetragen | nicht ausgetragen | nicht ausgetragen | 13:52,1 min       | Dritter           | 13:25,0 min    | Fünfter        |
| Thomas Maroney                                                           | 10.000 m Gehen                | nicht ausgetragen | nicht ausgetragen | nicht ausgetragen | nicht ausgetragen | 51:54,6 min       | Dritter           | 50:24,4 min    | Sechster       |
| Pat McDonald                                                             | Kugelstoßen                   | 14,08 m           | Zweiter           | nicht ausgetragen | nicht ausgetragen | nicht ausgetragen | nicht ausgetragen | 14,08 m        | Vierter        |
| Pat McDonald                                                             | Gewichtweitwurf               | 11,00 m           | Erster            | nicht ausgetragen | nicht ausgetragen | nicht ausgetragen | nicht ausgetragen | 11,265 m (OR)  | Olympiasieger  |
| James McEachern                                                          | Hammerwurf                    | 44,70 m           | Achter            | nicht ausgetragen | nicht ausgetragen | nicht ausgetragen | nicht ausgetragen | nicht erreicht | nicht erreicht |
| James McEachern                                                          | Gewichtweitwurf               | 8,84 m            | Zehnter           | nicht ausgetragen | nicht ausgetragen | nicht ausgetragen | nicht ausgetragen | nicht erreicht | nicht erreicht |
| Matt McGrath                                                             | Hammerwurf                    | 46,67 m           | Fünfter           | nicht ausgetragen | nicht ausgetragen | nicht ausgetragen | nicht ausgetragen | 46,67 m        | Fünfter        |
| Charles Mellor                                                           | Marathon                      | nicht ausgetragen | nicht ausgetragen | nicht ausgetragen | nicht ausgetragen | nicht ausgetragen | nicht ausgetragen | 2:45:30,0 h    | Zwölfter       |
| John Merchant                                                            | Weitsprung                    | 6,50 m            | Elfter            | nicht ausgetragen | nicht ausgetragen | nicht ausgetragen | nicht ausgetragen | nicht erreicht | nicht erreicht |
| James Meredith                                                           | 400 m                         | 51,6 m            | Erster            | 50,8 m            | Dritter           | 50,4 m            | Vierter           | nicht erreicht | nicht erreicht |
| Harold Muller                                                            | Hochsprung                    | 1,80 m            | Erster            | nicht ausgetragen | nicht ausgetragen | nicht ausgetragen | nicht ausgetragen | 1,90 m         | Zweiter        |
| Loren Murchison                                                          | 100 m                         | 10,8 s            | Erster            | 10,9 s            | Zweiter           | 11,0 s            | Dritter           | 11,2 s         | Sechster       |
| Loren Murchison                                                          | 200 m                         | 23,2 s            | Erster            | 22,8 s            | Erster            | 22,6 s            | Erster            | 22,2 s         | Vierter        |
| John Murphy                                                              | Hochsprung                    | 1,80 m            | Erster            | nicht ausgetragen | nicht ausgetragen | nicht ausgetragen | nicht ausgetragen | 1,85 m         | Fünfter        |
| Feg Murray                                                               | 110 m Hürden                  | nicht ausgetragen | nicht ausgetragen | 15,8 s            | Erster            | 15,2 s            | Zweiter           | 15,1 s         | Dritter        |
| Edwin Myers                                                              | Stabhochsprung                | 3,60 m            | Erster            | nicht ausgetragen | nicht ausgetragen | nicht ausgetragen | nicht ausgetragen | 3,60 m         | Dritter        |
| John Norton                                                              | 400 m Hürden                  | nicht ausgetragen | nicht ausgetragen | 57,6 s            | Erster            | 56,2 s            | Dritter           | 54,6 s         | Zweiter        |
| Joseph Organ                                                             | Marathon                      | nicht ausgetragen | nicht ausgetragen | nicht ausgetragen | nicht ausgetragen | nicht ausgetragen | nicht ausgetragen | 2:41:30,0 h    | Siebter        |
| Charlie Paddock                                                          | 100 m                         | 10,8 s            | Erster            | 10,8 s            | Erster            | 10,8 s            | Erster            | 10,6 s (OR)    | Olympiasieger  |
| Charlie Paddock                                                          | 200 m                         | 23,2 s            | Erster            | 22,9 s            | Zweiter           | 22,5 s            | Zweiter           | 22,0 s         | Zweiter        |
| Amisoli Patasoni                                                         | 10.000 m                      | nicht ausgetragen | nicht ausgetragen | nicht ausgetragen | nicht ausgetragen | DNF               | DNF               | nicht erreicht | nicht erreicht |
| Amisoli Patasoni                                                         | Crosslauf, Einzelwertung      | nicht ausgetragen | nicht ausgetragen | nicht ausgetragen | nicht ausgetragen | nicht ausgetragen | nicht ausgetragen | DNF            | DNF            |
| Joseph Pearman                                                           | 3000 m Gehen                  | nicht ausgetragen | nicht ausgetragen | nicht ausgetragen | nicht ausgetragen | DSQ               | DSQ               | nicht erreicht | nicht erreicht |
| Joseph Pearman                                                           | 10.000 m Gehen                | nicht ausgetragen | nicht ausgetragen | nicht ausgetragen | nicht ausgetragen | 47:30,0 min       | Zweiter           | 49:40,2 min    | Zweiter        |
| William Plant                                                            | 10.000 m Gehen                | nicht ausgetragen | nicht ausgetragen | nicht ausgetragen | nicht ausgetragen | 52:18,3 min       | Vierter           | DNS            | DNS            |
| Gus Pope                                                                 | Diskuswurf                    | 42,13 m           | Dritter           | nicht ausgetragen | nicht ausgetragen | nicht ausgetragen | nicht ausgetragen | 42,13 m        | Dritter        |
| Joie Ray                                                                 | 1500 m                        | nicht ausgetragen | nicht ausgetragen | nicht ausgetragen | nicht ausgetragen | 4:13,4 min        | Erster            | 4:10,0 min     | Achter         |
| Richard Remer                                                            | 3000 m Gehen                  | nicht ausgetragen | nicht ausgetragen | nicht ausgetragen | nicht ausgetragen | 13:54,1 min       | Dritter           | 13:22,2 min    | Dritter        |
| Edward Roberts                                                           | Gewichtweitwurf               | 9,36 m            | Siebter           | nicht ausgetragen | nicht ausgetragen | nicht ausgetragen | nicht ausgetragen | nicht erreicht | nicht erreicht |
| Winfred Rolker                                                           | 3000 Gehen                    | nicht ausgetragen | nicht ausgetragen | nicht ausgetragen | nicht ausgetragen | 13:59,8 min       | Vierter           | 13:30,4 min    | Achter         |
| Winfred Rolker                                                           | 10.000 m Gehen                | nicht ausgetragen | nicht ausgetragen | nicht ausgetragen | nicht ausgetragen | k. A.             | Siebter           | nicht erreicht | nicht erreicht |
| Frank Roth                                                               | Marathon                      | nicht ausgetragen | nicht ausgetragen | nicht ausgetragen | nicht ausgetragen | nicht ausgetragen | nicht ausgetragen | DNF            | DNF            |
| Pat Ryan                                                                 | Hammerwurf                    | 52,875 m          | Erster            | nicht ausgetragen | nicht ausgetragen | nicht ausgetragen | nicht ausgetragen | 52,875 m       | Olympiasieger  |
| Pat Ryan                                                                 | Gewichtweitwurf               | 10,925 m          | Zweiter           | nicht ausgetragen | nicht ausgetragen | nicht ausgetragen | nicht ausgetragen | 10,965 m       | Zweiter        |
| George Schiller                                                          | 400 m                         | 50,4 s            | Erster            | 51,3 s            | Zweiter           | k. A.             | Fünfter           | nicht erreicht | nicht erreicht |
| Jackson Scholz                                                           | 100 m                         | 10,8 s            | Erster            | 10,8 s            | Erster            | 10,9 s            | Zweiter           | 11,0 s         | Vierter        |
| Donald Scott                                                             | 800 m                         | nicht ausgetragen | nicht ausgetragen | 1:56,9 min        | Zweiter           | 1:57,2 min        | Erster            | 1:56,0 min     | Fünfter        |
| Frank Shea                                                               | 400 m                         | 50,8 s            | Erster            | 51,0 s            | Erster            | 50,0 s            | Erster            | 49,9 s         | Vierter        |
| Lawrence Shields                                                         | 1500 m                        | nicht ausgetragen | nicht ausgetragen | nicht ausgetragen | nicht ausgetragen | 4:07,4 min        | Dritter           | 4:03,0 m       | Dritter        |
| Walker Smith                                                             | 110 m Hürden                  | nicht ausgetragen | nicht ausgetragen | 15,8 s            | Erster            | 15,2 s            | Zweiter           | 15,3 s         | Fünfter        |
| Albert Sprott                                                            | 800 m                         | nicht ausgetragen | nicht ausgetragen | 2:01,5 min        | Zweiter           | 1:58,7 min        | Dritter           | 1:56,4 min     | Sechster       |
| Dink Templeton                                                           | Weitsprung                    | 6,67 m            | Fünfter           | nicht ausgetragen | nicht ausgetragen | nicht ausgetragen | nicht ausgetragen | 6,95 m         | Vierter        |
| Arthur Tuck                                                              | Speerwurf                     | 53,78 m           | Elfter            | nicht ausgetragen | nicht ausgetragen | nicht ausgetragen | nicht ausgetragen | nicht erreicht | nicht erreicht |
| Eugene Vidal                                                             | Zehnkampf                     | nicht ausgetragen | nicht ausgetragen | nicht ausgetragen | nicht ausgetragen | nicht ausgetragen | nicht ausgetragen | 6358,570 m     | Siebter        |
| Lewis Watson                                                             | Crosslauf, Einzelwertung      | nicht ausgetragen | nicht ausgetragen | nicht ausgetragen | nicht ausgetragen | nicht ausgetragen | nicht ausgetragen | k. A.          | 34.            |
| Ray Watson                                                               | 3000 m Hindernis              | nicht ausgetragen | nicht ausgetragen | nicht ausgetragen | nicht ausgetragen | 10:49,0 min       | Dritter           | 10:50,3 min    | Achter         |
| Walter Whalen                                                            | Hochsprung                    | 1,80 m            | Erster            | nicht ausgetragen | nicht ausgetragen | nicht ausgetragen | nicht ausgetragen | 1,85 m         | Vierter        |
| Kenneth Wilson                                                           | Diskuswurf                    | 37,58 m           | Zehnter           | nicht ausgetragen | nicht ausgetragen | nicht ausgetragen | nicht ausgetragen | nicht erreicht | nicht erreicht |
| Allen Woodring                                                           | 200 m                         | 22,8 s            | Erster            | 22,1 s            | Zweiter           | 22,4 s            | Erster            | 22,0 s         | Olympiasieger  |
| William Yount                                                            | 110 m Hürden                  | nicht ausgetragen | nicht ausgetragen | 15,6 s            | Erster            | k. A.             | Fünfter           | nicht erreicht | nicht erreicht |
| Max Böhland Fred Faller Patrick Flynn                                    | Crosslauf, Mannschaftswertung | nicht ausgetragen | nicht ausgetragen | nicht ausgetragen | nicht ausgetragen | nicht ausgetragen | nicht ausgetragen | 36             | Vierter        |
| George Bretnall Ted Meredith George Schiller Frank Shea                  | 4 × 400 m Staffel             | nicht ausgetragen | nicht ausgetragen | nicht ausgetragen | nicht ausgetragen | 3:40,7 min        | Zweiter           | 3:23,6 min     | Vierter        |
| Morris Kirksey Loren Murchison Charlie Paddock Jackson Scholz            | 4 × 100 m Staffel             | nicht ausgetragen | nicht ausgetragen | nicht ausgetragen | nicht ausgetragen | 43,0 s            | Erster            | 42,2 s (WR)    | Olympiasieger  |
| Horace Brown Michael Devaney Ivan Dresser Arlie Schardt Lawrence Shields | 3000 m Mannschaft             | nicht ausgetragen | nicht ausgetragen | nicht ausgetragen | nicht ausgetragen | 14                | Zweiter           | 10             | Olympiasieger  |

### Moderner Fünfkampf
| Athlet        | Finale | Finale  | Finale   | Finale    | Finale | Finale | Finale   |
| Athlet        | Reiten | Fechten | Schießen | Schwimmen | Lauf   | Gesamt | Platz    |
| ------------- | ------ | ------- | -------- | --------- | ------ | ------ | -------- |
| Harold Rayner | 5      | 12      | 13       | 14        | 4      | 48     | Sechster |
| Robert Sears  | 3      | 8       | 9        | 11        | 20     | 51     | Achter   |

### Polo
- Dritter
Arthur Harris
Terry de la Mesa Allen
Jack Montgomery
Nelson Margetts

### Radsport
| Athlet                                                         | Disziplin                    |                   |                   |                   |                   |                          |                          |                       |                       |                   |                   | Finale         | Finale         |
| Athlet                                                         | Disziplin                    | Ergebnis          | Platz             |                   |                   |                          |                          |                       |                       |                   |                   |                |                |
| -------------------------------------------------------------- | ---------------------------- | ----------------- | ----------------- | ----------------- | ----------------- | ------------------------ | ------------------------ | --------------------- | --------------------- | ----------------- | ----------------- | -------------- | -------------- |
| James Freeman                                                  | Einzelzeitfahren (175 km)    | nicht ausgetragen | nicht ausgetragen | nicht ausgetragen | nicht ausgetragen | nicht ausgetragen        | nicht ausgetragen        | nicht ausgetragen     | nicht ausgetragen     | nicht ausgetragen | nicht ausgetragen | 5:29:26,2 h    | 37.            |
| Ernest Kockler                                                 | Einzelzeitfahren (175 km)    | nicht ausgetragen | nicht ausgetragen | nicht ausgetragen | nicht ausgetragen | nicht ausgetragen        | nicht ausgetragen        | nicht ausgetragen     | nicht ausgetragen     | nicht ausgetragen | nicht ausgetragen | 4:55:12,2 h    | 13.            |
| August Nogara                                                  | Einzelzeitfahren (175 km)    | nicht ausgetragen | nicht ausgetragen | nicht ausgetragen | nicht ausgetragen | nicht ausgetragen        | nicht ausgetragen        | nicht ausgetragen     | nicht ausgetragen     | nicht ausgetragen | nicht ausgetragen | 5:20:08,0 h    | 30.            |
| John Otto                                                      | Einzelzeitfahren (175 km)    | nicht ausgetragen | nicht ausgetragen | nicht ausgetragen | nicht ausgetragen | nicht ausgetragen        | nicht ausgetragen        | nicht ausgetragen     | nicht ausgetragen     | nicht ausgetragen | nicht ausgetragen | 5:47:50,2 h    | 42.            |
| James Freeman Ernest Kockler August Nogara John Otto           | Mannschaftsfahren (175 km)   | nicht ausgetragen | nicht ausgetragen | nicht ausgetragen | nicht ausgetragen | nicht ausgetragen        | nicht ausgetragen        | nicht ausgetragen     | nicht ausgetragen     | nicht ausgetragen | nicht ausgetragen | 21:32:36,6 h   | Siebter        |
| Athlet                                                         | Disziplin                    | Vorlauf           | Vorlauf           | Viertelfinale     | Viertelfinale     | Hoffnungslauf Halbfinale | Hoffnungslauf Halbfinale | Hoffnungslauf Finale  | Hoffnungslauf Finale  | Halbfinale        | Halbfinale        | Finale         | Finale         |
| Athlet                                                         | Disziplin                    | Ergebnis          | Platz             | Ergebnis          | Platz             | Ergebnis                 | Platz                    | Ergebnis              | Platz                 | Ergebnis          | Platz             | Ergebnis       | Platz          |
| William Beck                                                   | Sprint                       | k. A.             | Dritter           | nicht erreicht    | nicht erreicht    | nicht erreicht           | nicht erreicht           | nicht erreicht        | nicht erreicht        | nicht erreicht    | nicht erreicht    | nicht erreicht | nicht erreicht |
| William Beck                                                   | 50 km                        | nicht ausgetragen | nicht ausgetragen | nicht ausgetragen | nicht ausgetragen | nicht ausgetragen        | nicht ausgetragen        | nicht ausgetragen     | nicht ausgetragen     | nicht ausgetragen | nicht ausgetragen | DNF            | DNF            |
| Christopher Dotterweich                                        | Sprint                       | k. A.             | Zweiter           | k. A.             | Zweiter           | k. A.                    | Zweiter                  | nicht erreicht        | nicht erreicht        | nicht erreicht    | nicht erreicht    | nicht erreicht | nicht erreicht |
| Frank Small                                                    | 50 km                        | nicht ausgetragen | nicht ausgetragen | nicht ausgetragen | nicht ausgetragen | nicht ausgetragen        | nicht ausgetragen        | nicht ausgetragen     | nicht ausgetragen     | nicht ausgetragen | nicht ausgetragen | DNF            | DNF            |
| Fred Taylor                                                    | Sprint                       | 13,2 s            | Erster            | 13,0 s            | Erster            | direkt weitergekommen    | direkt weitergekommen    | direkt weitergekommen | direkt weitergekommen | 15,2 s            | Zweiter           | nicht erreicht | nicht erreicht |
| Fred Taylor                                                    | 50 km                        | nicht ausgetragen | nicht ausgetragen | nicht ausgetragen | nicht ausgetragen | nicht ausgetragen        | nicht ausgetragen        | nicht ausgetragen     | nicht ausgetragen     | nicht ausgetragen | nicht ausgetragen | DNF            | DNF            |
| Anthony Young                                                  | Sprint                       | 13,2 s            | Erster            | k. A.             | Zweiter           | DSQ                      | DSQ                      | nicht erreicht        | nicht erreicht        | nicht erreicht    | nicht erreicht    | nicht erreicht | nicht erreicht |
| Anthony Young                                                  | 50 km                        | nicht ausgetragen | nicht ausgetragen | nicht ausgetragen | nicht ausgetragen | nicht ausgetragen        | nicht ausgetragen        | nicht ausgetragen     | nicht ausgetragen     | nicht ausgetragen | nicht ausgetragen | DNF            | DNF            |
| William Beck Christopher Dotterweich Fred Taylor Anthony Young | 4000 m Mannschaftsverfolgung | nicht ausgetragen | nicht ausgetragen | k. A.             | Zweiter           | nicht ausgetragen        | nicht ausgetragen        | nicht ausgetragen     | nicht ausgetragen     | nicht erreicht    | nicht erreicht    | nicht erreicht | nicht erreicht |

### Reiten
| Athlet                                                    | Pferd                         | Disziplin                  | Finale   | Finale   |
| Athlet                                                    | Pferd                         | Disziplin                  | Ergebnis | Platz    |
| --------------------------------------------------------- | ----------------------------- | -------------------------- | -------- | -------- |
| Henry Allen                                               | Don                           | Springreiten, Einzel       | 7,00     | Siebter  |
| John Burke Barry                                          | Chiswell                      | Dressur, Einzel            | 19,3125  | 14.      |
| John Burke Barry                                          | Raven                         | Vielseitigkeit, Einzel     | 1350,00  | 16.      |
| Harry Chamberlin                                          | Harebell                      | Dressur, Einzel            | 19,3125  | 14.      |
| Harry Chamberlin                                          | Nigra                         | Vielseitigkeit, Einzel     | 1568,75  | Sechster |
| Sloan Doak                                                | Singlen                       | Dressur, Einzel            | 19,3125  | 14.      |
| Sloan Doak                                                | Deceive                       | Vielseitigkeit, Einzel     | DNF      | DNF      |
| John Downer                                               | Dick                          | Springreiten, Einzel       | 8,50     | Zwölfter |
| William West                                              | Black Boy                     | Vielseitigkeit, Einzel     | 1558,75  | Siebter  |
| William West                                              | Prince                        | Springreiten, Einzel       | 12,00    | 18.      |
| John Burke Barry Harry Chamberlin Sloan Doak William West | Raven Nigra Deceive Black Boy | Vielseitigkeit, Mannschaft | 4477,50  | Vierter  |
| Harry Chamberlin Sloan Doak Vincent Erwin Joe Greenwald   | Nigra Rabbit Red Joffre Moses | Springreiten, Mannschaft   | 42,00    | Fünfter  |

### Ringen
| Athlet             | Disziplin                       | Erste Runde       | Achtelfinale      | Viertelfinale       | Halbfinale        | Finale/Kampf um Bronze | Platz         |
| ------------------ | ------------------------------- | ----------------- | ----------------- | ------------------- | ----------------- | ---------------------- | ------------- |
| Freistil           |                                 |                   |                   |                     |                   |                        |               |
| Charles Ackerly    | Federgewicht (bis 60 kg)        | nicht ausgetragen | Dialetis Gewonnen | Kaiser Gewonnen     | Bernard Gewonnen  | Gerson Gewonnen        | Olympiasieger |
| Angus Frantz       | Mittelgewicht (bis 75 kg)       | Freilos           | Bacon Gewonnen    | Borgström Gewonnen  | Penttala Verloren | Johnson Verloren       | Vierter       |
| Sam Gerson         | Federgewicht (bis 60 kg)        | nicht ausgetragen | Mäkinen Gewonnen  | Barathon Gewonnen   | Shindes Gewonnen  | Ackerly Verloren       | Zweiter       |
| Charley Johnson    | Mittelgewicht (bis 75 kg)       | Locon Gewonnen    | Navale Gewonnen   | Grimstad Gewonnen   | Leino Verloren    | Frantz Gewonnen        | Dritter       |
| Walter Maurer      | Halbschwergewicht (bis 82,5 kg) | nicht ausgetragen | Ledron Gewonnen   | Westerlund Gewonnen | Larsson Verloren  | Redman Gewonnen        | Dritter       |
| George Metropoulos | Leichtgewicht (bis 67,5 kg)     | nicht ausgetragen | Svensson Verloren | nicht erreicht      | nicht erreicht    | nicht erreicht         | Achter        |
| Fred Meyer         | Schwergewicht (über 82,5 kg)    | nicht ausgetragen | nicht ausgetragen | Mason Gewonnen      | Roth Verloren     | Nilsson Zurückgezogen  | Dritter       |
| Nat Pendleton      | Schwergewicht (über 82,5 kg)    | nicht ausgetragen | nicht ausgetragen | Mattsson Gewonnen   | Nilsson Gewonnen  | Roth Verloren          | Zweiter       |
| John Redman        | Halbschwergewicht (bis 82,5 kg) | nicht ausgetragen | Freilos           | Wilson Gewonnen     | Courant Verloren  | Maurer Verloren        | Vierter       |
| Joseph Shimmon     | Leichtgewicht (bis 67,5 kg)     | nicht ausgetragen | Freilos           | Anttila Verloren    | nicht erreicht    | nicht erreicht         | Fünfter       |

| Athlet                    | Disziplin                       | Erste Runde         | Achtelfinale           | Viertelfinale           | Halbfinale           | Finale            | Platz    |
| Athlet                    | Disziplin                       | Erste Runde         | Achtelfinale           | Viertelfinale um Silber | Halbfinale um Silber | Finale im Silber  | Platz    |
| Athlet                    | Disziplin                       | Erste Runde         | Achtelfinale           | Viertelfinale um Bronze | Halbfinale um Bronze | Finale um Bronze  | Platz    |
| ------------------------- | ------------------------------- | ------------------- | ---------------------- | ----------------------- | -------------------- | ----------------- | -------- |
| griechisch-römischer Stil |                                 |                     |                        |                         |                      |                   |          |
| Adrian Brian              | Federgewicht (bis 60 kg)        | Dialetis Gewonnen   | Kähkönen Gewonnen      | nicht erreicht          | nicht erreicht       | nicht erreicht    | Siebter  |
| Adrian Brian              | Federgewicht (bis 60 kg)        | Dialetis Gewonnen   | Kähkönen Gewonnen      | nicht ausgetragen       | nicht erreicht       | nicht erreicht    | Siebter  |
| Adrian Brian              | Federgewicht (bis 60 kg)        | Dialetis Gewonnen   | Kähkönen Gewonnen      | Torgensen Verloren      | nicht erreicht       | nicht erreicht    | Siebter  |
| Daniel V. Gallery         | Federgewicht (bis 60 kg)        | van Maaren Gewonnen | Friman Verloren        | nicht erreicht          | nicht erreicht       | nicht erreicht    | Achter   |
| Daniel V. Gallery         | Federgewicht (bis 60 kg)        | van Maaren Gewonnen | Friman Verloren        | nicht ausgetragen       | Boumans Verloren     | nicht erreicht    | Achter   |
| Daniel V. Gallery         | Federgewicht (bis 60 kg)        | van Maaren Gewonnen | Friman Verloren        | nicht erreicht          |                      |                   | Achter   |
| Frank Maichle             | Halbschwergewicht (bis 82,5 kg) | Freilos             | Ohlsson Gewonnen       | Tetens Verloren         | nicht erreicht       | nicht erreicht    | Siebter  |
| Frank Maichle             | Halbschwergewicht (bis 82,5 kg) | Freilos             | Ohlsson Gewonnen       | nicht ausgetragen       | nicht erreicht       | nicht erreicht    | Siebter  |
| Frank Maichle             | Halbschwergewicht (bis 82,5 kg) | Freilos             | Ohlsson Gewonnen       | nicht ausgetragen       |                      |                   | Siebter  |
| George Metropoulos        | Leichtgewicht (bis 67,5 kg)     | Freilos             | Vouyoukos Gewonnen     | Frisenfeldt Verloren    | nicht erreicht       | nicht erreicht    | Zehnter  |
| George Metropoulos        | Leichtgewicht (bis 67,5 kg)     | Freilos             | Vouyoukos Gewonnen     | nicht erreicht          |                      |                   | Zehnter  |
| George Metropoulos        | Leichtgewicht (bis 67,5 kg)     | Freilos             | Vouyoukos Gewonnen     | nicht erreicht          |                      |                   | Zehnter  |
| Nat Pendleton             | Halbschwergewicht (bis 82,5 kg) | Freilos             | Eriksen Verloren       | nicht erreicht          | nicht erreicht       | nicht erreicht    | Zehnter  |
| Nat Pendleton             | Halbschwergewicht (bis 82,5 kg) | Freilos             | Eriksen Verloren       | nicht ausgetragen       | nicht erreicht       | nicht erreicht    | Zehnter  |
| Nat Pendleton             | Halbschwergewicht (bis 82,5 kg) | Freilos             | Eriksen Verloren       | nicht ausgetragen       |                      |                   | Zehnter  |
| Oral Swigart              | Leichtgewicht (bis 67,5 kg)     | Ranghieri Gewonnen  | Janssens Verloren      | nicht erreicht          | nicht erreicht       | nicht erreicht    | Zwölfter |
| Oral Swigart              | Leichtgewicht (bis 67,5 kg)     | Ranghieri Gewonnen  | Janssens Verloren      | nicht erreicht          |                      |                   | Zwölfter |
| Oral Swigart              | Leichtgewicht (bis 67,5 kg)     | Ranghieri Gewonnen  | Janssens Verloren      | nicht erreicht          |                      |                   | Zwölfter |
| Henry Szymanski           | Mittelgewicht (bis 75 kg)       | Freilos             | Huml Gewonnen          | Stensrud Gewonnen       | Lindfors Verloren    | nicht erreicht    | Siebter  |
| Henry Szymanski           | Mittelgewicht (bis 75 kg)       | Freilos             | Huml Gewonnen          | nicht erreicht          |                      |                   | Siebter  |
| Henry Szymanski           | Mittelgewicht (bis 75 kg)       | Freilos             | Huml Gewonnen          | Johnsen Verloren        | nicht erreicht       | nicht erreicht    | Siebter  |
| Alex Weyand               | Schwergewicht (über 82,5 kg)    | Freilos             | Hansen Verloren        | nicht erreicht          | nicht erreicht       | nicht erreicht    | Fünfter  |
| Alex Weyand               | Schwergewicht (über 82,5 kg)    | Freilos             | Hansen Verloren        | nicht erreicht          |                      |                   | Fünfter  |
| Alex Weyand               | Schwergewicht (über 82,5 kg)    | Freilos             | Hansen Verloren        | Freilos                 | Dame Gewonnen        | Nieminen Verloren | Fünfter  |
| Edward Willkie            | Schwergewicht (über 82,5 kg)    | Struna Gewonnen     | Lindfors Verloren      | nicht erreicht          | nicht erreicht       | nicht erreicht    | Fünfter  |
| Edward Willkie            | Schwergewicht (über 82,5 kg)    | Struna Gewonnen     | Lindfors Verloren      | Freilos                 | Ahlgren Gewonnen     | Hansen Verloren   | Fünfter  |
| Edward Willkie            | Schwergewicht (über 82,5 kg)    | Struna Gewonnen     | Lindfors Verloren      | Gasiglia Gewonnen       | Nieminen Verloren    | nicht erreicht    | Fünfter  |
| Paul Zanolini             | Mittelgewicht (bis 75 kg)       | Freilos             | Vanderleenden Verloren | nicht erreicht          | nicht erreicht       | nicht erreicht    | 13.      |
| Paul Zanolini             | Mittelgewicht (bis 75 kg)       | Freilos             | Vanderleenden Verloren | nicht erreicht          |                      |                   | 13.      |
| Paul Zanolini             | Mittelgewicht (bis 75 kg)       | Freilos             | Vanderleenden Verloren | nicht erreicht          |                      |                   | 13.      |

### Rudern
| Athlet | Disziplin             | Viertelfinale     | Viertelfinale     | Halbfinale | Halbfinale | Finale     | Finale        |
| Athlet | Disziplin             | Ergebnis          | Platz             | Ergebnis   | Platz      | Ergebnis   | Platz         |
| --- | --------------------- | ----------------- | ----------------- | ---------- | ---------- | ---------- | ------------- |
| Jack Kelly | Einer                 | 7:44,2 min        | Erster            | 7:46,2 min | Erster     | 7:35,0 min | Olympiasieger |
| Paul Costello Jack Kelly | Doppelzweier          | nicht ausgetragen | nicht ausgetragen | 7:16,8 min | Erster     | 7:09,0 min | Olympiasieger |
| Erich Federschmidt Franz Federschmidt Carl Klose Kenneth Myers Sherman Clark (Steuermann)                                                              | Vierer mit Steuermann | nicht ausgetragen | nicht ausgetragen | 7:17,4 min | Erster     | 6:58,0 min | Zweiter       |
| Vincent Gallagher Edwin Graves Virgil Jacomini Donald Johnston William Jordan Clyde King Edward Peerman Moore Alden Sanborn Sherman Clark (Steuermann) | Achter                | 6:24,0 min        | Erster            | 6:24,0 min | Erster     | 6:05,0 min | Olympiasieger |

### Rugby
- Olympiasieger
Dan Carroll
Charlie Doe
George Fish
James Fitzpatrick
Joseph Hunter
Morris Kirksey
Charles Mehan
John Muldoon
John O’Neil
John Patrick
Cornelius Erwin Righter
Rudy Scholz
Colby Slater
Dink Templeton
Charles Tilden
James Winston
Heaton Wrenn

### Schießen
| Athlet                                                                         | Disziplin                                         | Finale   | Finale        |
| Athlet                                                                         | Disziplin                                         | Ergebnis | Platz         |
| ------------------------------------------------------------------------------ | ------------------------------------------------- | -------- | ------------- |
| Harry Adams                                                                    | Armeegewehr liegend 300 m                         | 57       | k. A.         |
| Mark Arie                                                                      | Tontaubenschießen                                 | 95       | Olympiasieger |
| Howard Bayles                                                                  | Schnellfeuerpistole 30 m                          | 244      | k. A.         |
| Howard Bayles                                                                  | Scheibenpistole 50 m                              | 430      | k. A.         |
| Horace Bonser                                                                  | Tontaubenschießen                                 | 87       | Fünfter       |
| Raymond Bracken                                                                | Schnellfeuerpistole 30 m                          | 272      | Zweiter       |
| Raymond Bracken                                                                | Scheibenpistole 50 m                              | 456      | k. A.         |
| Thomas Brown                                                                   | Laufender Hirsch Einzelschuß                      | 33       | k. A.         |
| Thomas Brown                                                                   | Laufender Hirsch Doppelschuß                      | 63       | k. A.         |
| Dennis Fenton                                                                  | Kleinkaliber Einzel 50 m                          | 385      | Dritter       |
| Dennis Fenton                                                                  | Freies Gewehr Dreistellungskampf 300 m            | 960      | k. A.         |
| Morris Fisher                                                                  | Freies Gewehr Dreistellungskampf 300 m            | 996      | Olympiasieger |
| George Fiske                                                                   | Scheibenpistole 50 m                              | 458      | k. A.         |
| Karl Frederick                                                                 | Schnellfeuerpistole 30 m                          | 262      | k. A.         |
| Karl Frederick                                                                 | Scheibenpistole 50 m                              | 496      | Olympiasieger |
| Louis Harant                                                                   | Schnellfeuerpistole 30 m                          | 264      | k. A.         |
| Frederick Hird                                                                 | Armeegewehr liegend 300 m                         | 55       | k. A.         |
| Joseph Jackson                                                                 | Armeegewehr liegend 300 m                         | 54       | k. A.         |
| Joseph Jackson                                                                 | Armeegewehr liegend 600 m                         | 58       | Fünfter       |
| Joseph Jackson                                                                 | Laufender Hirsch Einzelschuß                      | 30       | k. A.         |
| Joseph Jackson                                                                 | Laufender Hirsch Doppelschuß                      | 61       | k. A.         |
| Alfred Lane                                                                    | Schnellfeuerpistole 30 m                          | 258      | k. A.         |
| Alfred Lane                                                                    | Scheibenpistole 50 m                              | 481      | Dritter       |
| Joseph Lawless                                                                 | Armeegewehr liegend 600 m                         | 57       | Achter        |
| Willis A. Lee                                                                  | Kleinkaliber Einzel 50 m                          | 370      | k. A.         |
| Willis A. Lee                                                                  | Freies Gewehr Dreistellungskampf 300 m            | 965      | k. A.         |
| Willis A. Lee                                                                  | Armeegewehr liegend 300 m                         | 56       | k. A.         |
| Willis A. Lee                                                                  | Armeegewehr stehend 300 m                         | 48       | k. A.         |
| Willis A. Lee                                                                  | Armeegewehr liegend 600 m                         | 56       | k. A.         |
| Willis A. Lee                                                                  | Laufender Hirsch Einzelschuß                      | 33       | k. A.         |
| Willis A. Lee                                                                  | Laufender Hirsch Doppelschuß                      | 53       | k. A.         |
| Elmer Lindroth                                                                 | Armeegewehr liegend 600 m                         | 54       | k. A.         |
| Lawrence Nuesslein                                                             | Kleinkaliber Einzel 50 m                          | 391      | Olympiasieger |
| Lawrence Nuesslein                                                             | Armeegewehr stehend 300 m                         | 54       | Dritter       |
| Lawrence Nuesslein                                                             | Laufender Hirsch Einzelschuß                      | 38       | Siebter       |
| Lawrence Nuesslein                                                             | Laufender Hirsch Doppelschuß                      | 64       | k. A.         |
| Carl Osburn                                                                    | Freies Gewehr Dreistellungskampf 300 m            | 980      | Vierter       |
| Carl Osburn                                                                    | Armeegewehr stehend 300 m                         | 56       | Olympiasieger |
| Frederick Plum                                                                 | Tontaubenschießen                                 | 87       | Vierter       |
| Arthur Rothrock                                                                | Kleinkaliber Einzel 50 m                          | 386      | Zweiter       |
| Arthur Rothrock                                                                | Armeegewehr stehend 300 m                         | 45       | k. A.         |
| Oliver Schriver                                                                | Kleinkaliber Einzel 50 m                          | 367      | k. A.         |
| Lloyd Spooner                                                                  | Freies Gewehr Dreistellungskampf 300 m            | 975      | Fünfter       |
| Lloyd Spooner                                                                  | Armeegewehr liegend 300 m                         | 58       | Sechster      |
| Lloyd Spooner                                                                  | Armeegewehr stehend 300 m                         | 53       | Siebter       |
| Lloyd Spooner                                                                  | Armeegewehr liegend 600 m                         | 59       | Dritter       |
| Lloyd Spooner                                                                  | Laufender Hirsch Einzelschuß                      | 30       | k. A.         |
| Lloyd Spooner                                                                  | Laufender Hirsch Doppelschuß                      | 62       | k. A.         |
| Frank Troeh                                                                    | Tontaubenschießen                                 | 93       | Zweiter       |
| Frank Wright                                                                   | Tontaubenschießen                                 | 87       | Dritter       |
| Raymond Bracken Karl Frederick Michael Kelly Alfred Lane James Snook           | Armeerevolver 50 m Mannschaft                     | 2372     | Olympiasieger |
| Thomas Brown Willis A. Lee Lawrence Nuesslein Carl Osburn Lloyd Spooner        | Armeegewehr stehend 300 m Mannschaft              | 255      | Zweiter       |
| Thomas Brown Willis A. Lee Lawrence Nuesslein Carl Osburn Lloyd Spooner        | Laufender Hirsch Einzelschuß Mannschaft           | 158      | Dritter       |
| Thomas Brown Willis A. Lee Lawrence Nuesslein Carl Osburn Lloyd Spooner        | Laufender Hirsch Doppelschuß Mannschaft           | 282      | Vierter       |
| Dennis Fenton Morris Fisher Willis A. Lee Carl Osburn Lloyd Spooner            | Freies Gewehr Dreistellungskampf 300 m Mannschaft | 4876     | Olympiasieger |
| Dennis Fenton Joseph Jackson Willis A. Lee Oliver Schriver Lloyd Spooner       | Armeegewehr liegend 600 m Mannschaft              | 287      | Olympiasieger |
| Dennis Fenton Willis A. Lee Lawrence Nuesslein Arthur Rothrock Oliver Schriver | Kleinkaliber 50 m Mannschaft                      | 1899     | Olympiasieger |
| Morris Fisher Joseph Jackson Willis A. Lee Carl Osburn Lloyd Spooner           | Armeegewehr liegend 300 m Mannschaft              | 289      | Olympiasieger |
| Karl Frederick Louis Harant Michael Kelly Alfred Lane James Snook              | Armeerevolver 30 m Mannschaft                     | 1310     | Olympiasieger |
| Joseph Jackson Willis A. Lee Carl Osburn Oliver Schriver Lloyd Spooner         | Armeegewehr liegend 300 und 600 m Mannschaft      | 573      | Olympiasieger |
| Mark Arie Horace Bonser Jay Clark Forest McNeir Frank Troeh Frank Wright       | Tontaubenschießen Mannschaft                      | 547      | Olympiasieger |

### Schwimmen
| Athlet                                                            | Disziplin          | Viertelfinale     | Viertelfinale     | Halbfinale        | Halbfinale        | Finale           | Finale         |
| Athlet                                                            | Disziplin          | Ergebnis          | Platz             | Ergebnis          | Platz             | Ergebnis         | Platz          |
| ----------------------------------------------------------------- | ------------------ | ----------------- | ----------------- | ----------------- | ----------------- | ---------------- | -------------- |
| Männer                                                            |                    |                   |                   |                   |                   |                  |                |
| Eugene Bolden                                                     | 1500 m Freistil    | 23:41,2 min       | Zweiter           | 23:26,4 min       | Dritter           | 24:04,3 min      | Fünfter        |
| Bill Harris                                                       | 100 m Freistil     | 1:04,4 min        | Erster            | 1:04,2 min        | Zweiter           | 1:03,0 min       | Dritter        |
| Bill Harris                                                       | 400 m Freistil     | 5:57,8 min        | Erster            | 5:36,0 min        | Dritter           | nicht erreicht   | nicht erreicht |
| Jack Howell                                                       | 200 m Brust        | 3:09,8 min        | Erster            | 3:10,8 min        | Erster            | k. A.            | Vierter        |
| Jack Howell                                                       | 400 m Brust        | 6:57,0 min        | Erster            | 6:51,4 min        | Dritter           | 6:51,0 min       | Vierter        |
| Duke Kahanamoku                                                   | 100 m Freistil     | 1:01,8 min (OR)   | Erster            | 1:01,4 min (WR)   | Erster            | 1:01,4 min (WR)  | Olympiasieger  |
| Fred Kahele                                                       | 400 m Freistil     | 5:37,4 min        | Zweiter           | 5:35,8 min        | Zweiter           | k. A.            | Vierter        |
| Fred Kahele                                                       | 1500 m Freistil    | 23:41,6 min       | Zweiter           | 23:23,0 min       | Zweiter           | 23:59,1 min      | Vierter        |
| Pua Kealoha                                                       | 100 m Freistil     | 1:02,0 min        | Erster            | 1:02,4 min        | Erster            | 1:02,6 min       | Zweiter        |
| Warren Kealoha                                                    | 100 m Rücken       | nicht ausgetragen | nicht ausgetragen | 1:14,8 min (WR)   | Erster            | 1:15,2 min       | Olympiasieger  |
| Raymond Kegeris                                                   | 100 m Rücken       | nicht ausgetragen | nicht ausgetragen | 1:17,8 min (OR)   | Erster            | 1:16,8 min       | Zweiter        |
| Harold Kruger                                                     | 100 m Rücken       | nicht ausgetragen | nicht ausgetragen | 1:19,0 min        | Zweiter           | k. A.            | Fünfter        |
| Ludy Langer                                                       | 400 m Freistil     | 5:41,1 min        | Erster            | 5:29,2 min        | Zweiter           | 5:29,0 min       | Zweiter        |
| Ludy Langer                                                       | 1500 m Freistil    | 24:28,8 min       | Erster            | k. A.             | Vierter           | nicht erreicht   | nicht erreicht |
| Michael McDermott                                                 | 200 m Brust        | 3:16,4 min        | Zweiter           | k. A.             | Vierter           | nicht erreicht   | nicht erreicht |
| Michael McDermott                                                 | 400 m Brust        | 7:12,8 min        | Dritter           | 7:13,2 min        | Dritter           | nicht erreicht   | nicht erreicht |
| Perry McGillivray                                                 | 100 m Rücken       | nicht ausgetragen | nicht ausgetragen | 1:20,4 min        | Dritter           | 1:19,4 min       | Vierter        |
| Charles Quinby                                                    | 400 m Brust        | k. A.             | Vierter           | nicht erreicht    | nicht erreicht    | nicht erreicht   | nicht erreicht |
| Norman Ross                                                       | 100 m Freistil     | 1:04,2 min        | Erster            | 1:04,8 min        | Erster            | DSQ              | DSQ            |
| Norman Ross                                                       | 400 m Freistil     | 6:16,2 min        | Erster            | 5:33,8 min        | Erster            | 5:26,8 min       | Olympiasieger  |
| Norman Ross                                                       | 1500 Freistil      | 24:08,2 min       | Erster            | 23:12,0 min       | Erster            | 22:23,2 min      | Olympiasieger  |
| Stephen Ruddy                                                     | 200 m Brust        | k. A.             | Vierter           | nicht erreicht    | nicht erreicht    | nicht erreicht   | nicht erreicht |
| Stephen Ruddy                                                     | 400 m Brust        | 7:13,0 min        | Dritter           | nicht erreicht    | nicht erreicht    | nicht erreicht   | nicht erreicht |
| Herbert Taylor                                                    | 200 m Brust        | k. A.             | Vierter           | nicht erreicht    | nicht erreicht    | nicht erreicht   | nicht erreicht |
| Duke Kahanamoku Pua Kealoha Perry McGillivray Norman Ross         | 4 × 200 m Freistil | nicht ausgetragen | nicht ausgetragen | 10:20,4 min       | Erster            | 10:04,4 min (WR) | Olympiasieger  |
| Athlet                                                            | Disziplin          |                   |                   | Halbfinale        | Halbfinale        | Finale           | Finale         |
| Athlet                                                            | Disziplin          | Ergebnis          | Platz             | Ergebnis          | Platz             |                  |                |
| Frauen                                                            |                    |                   |                   |                   |                   |                  |                |
| Ethelda Bleibtrey                                                 | 100 m Freistil     | nicht ausgetragen | nicht ausgetragen | 1:14,4 min (WR)   | Erster            | 1:13,6 min (WR)  | Olympiasieger  |
| Ethelda Bleibtrey                                                 | 300 m Freistil     | nicht ausgetragen | nicht ausgetragen | 4:41,4 min (WR)   | Erster            | 4:34,0 min (WR)  | Olympiasieger  |
| Charlotte Boyle                                                   | 100 m Freistil     | nicht ausgetragen | nicht ausgetragen | 1:20,4 min        | Zweiter           | DNF              | DNF            |
| Irene Guest                                                       | 100 m Freistil     | nicht ausgetragen | nicht ausgetragen | 1:18,8 min        | Erster            | 1:17,0 min       | Zweiter        |
| Frances Schroth                                                   | 100 m Freistil     | nicht ausgetragen | nicht ausgetragen | 1:18,0 min (OR)   | Erster            | 1:17,2 min       | Dritter        |
| Frances Schroth                                                   | 300 m Freistil     | nicht ausgetragen | nicht ausgetragen | 5:03,2 min        | Zweiter           | 4:52,0 min       | Dritter        |
| Eleanor Uhl                                                       | 300 m Freistil     | nicht ausgetragen | nicht ausgetragen | 5:02,0 min        | Erster            | k. A.            | Fünfter        |
| Margaret Woodbridge                                               | 300 m Freistil     | nicht ausgetragen | nicht ausgetragen | 4:56,6 min        | Erster            | 4:42,8 min       | Zweiter        |
| Ethelda Bleibtrey Irene Guest Frances Schroth Margaret Woodbridge | 4 × 100 m Freistil | nicht ausgetragen | nicht ausgetragen | nicht ausgetragen | nicht ausgetragen | 5:11,6 min (WR)  | Olympiasieger  |

### Tauziehen
- Vierter
Charlton Brosius
Stephen Fields
Sylvester Granrose
Lloyd Kelsey
Joseph Kszyczewiski
William Penn
Joseph Rond
Joseph Winston

### Turnen
| Athlet           | Disziplin       | Finale   | Finale  |
| Athlet           | Disziplin       | Ergebnis | Platz   |
| ---------------- | --------------- | -------- | ------- |
| Bjørne Jorgensen | Einzelmehrkampf | 76,71    | 21.     |
| Paul Krempel     | Einzelmehrkampf | 78,00    | 20.     |
| Frank Kriz       | Einzelmehrkampf | 83.10    | Zehnter |
| John Mais        | Einzelmehrkampf | 74,10    | 23.     |

### Wasserball
- Vierter
Preston Steiger
Sophus Jensen
Michael McDermott
Clement Browne
Herb Vollmer
Harry Hebner
James Carson
William Vosburgh
Herbert Taylor
Perry McGillivray
Duke Kahanamoku
Norman Ross

### Wasserspringen
| Athlet            | Disziplin                 | Vorrunde          | Vorrunde          | Vorrunde          | Finale         | Finale         | Finale         |
| Athlet            | Disziplin                 | Punkte            | Ergebnis          | Platz             | Punkte         | Ergebnis       | Platz          |
| ----------------- | ------------------------- | ----------------- | ----------------- | ----------------- | -------------- | -------------- | -------------- |
| Männer            |                           |                   |                   |                   |                |                |                |
| Louis Balbach     | Kunstspringen 1 m und 3 m | 8                 | 630,80            | Zweiter           | 15             | 649,50         | Dritter        |
| Louis Balbach     | Turmspringen 5 m und 10 m | 17                | 409,15            | Dritter           | 28             | 424,00         | Sechster       |
| Richard Beauchamp | Turmspringen 3 m und 10 m | 23                | 135,0             | Sechster          | nicht erreicht | nicht erreicht | nicht erreicht |
| Louis Kuehn       | Kunstspringen 1 m und 3 m | 7                 | 628,15            | Erster            | 10             | 675,40         | Olympiasieger  |
| Frank Mullen      | Turmspringen 3 m und 10 m | 27                | 144,0             | Secjszer          | nicht erreicht | nicht erreicht | nicht erreicht |
| Clarence Pinkston | Kunstspringen 1 m und 3 m | 8                 | 622,70            | Zweiter           | 11             | 655,30         | Zweiter        |
| Clarence Pinkston | Turmspringen 5 m und 10 m | 10                | 443,00            | Zweiter           | 7              | 503,30         | Olympiasieger  |
| Harry Prieste     | Turmspringen 5 m und 10 m | 17                | 441,80            | Dritter           | 16             | 468,65         | Dritter        |
| Harry Prieste     | Turmspringen 3 m und 10 m | 18                | 149,5             | Vierter           | nicht erreicht | nicht erreicht | nicht erreicht |
| Clyde Swendsen    | Turmspringen 5 m und 10 m | 26                | 414,80            | Sechster          | nicht erreicht | nicht erreicht | nicht erreicht |
| Clyde Swendsen    | Turmspringen 3 m und 10 m | 25                | 148,0             | Fünfter           | nicht erreicht | nicht erreicht | nicht erreicht |
| Athlet            | Disziplin                 | Vorrunde          | Vorrunde          | Vorrunde          | Finale         | Finale         | Finale         |
| Athlet            | Disziplin                 | Punkte            | Ergebnis          | Platz             | Punkte         | Ergebnis       | Platz          |
| Frauen            |                           |                   |                   |                   |                |                |                |
| Aileen Allen      | Kunstspringen 1 m und 3 m | nicht ausgetragen | nicht ausgetragen | nicht ausgetragen | 20             | 489,9          | Vierter        |
| Betty Grimes      | Turmspringen 4 m und 8 m  | 13                | 156,0             | Zweiter           | 30             | 133,5          | Sechster       |
| Alice Lord        | Turmspringen 4 m und 8 m  | 35                | 118,5             | 7                 | nicht erreicht | nicht erreicht | nicht erreicht |
| Helen Meany       | Turmspringen 4 m und 8 m  | 23                | 145,0             | Fünfter           | nicht erreicht | nicht erreicht | nicht erreicht |
| Thelma Payne      | Kunstspringen 1 m und 3 m | nicht ausgetragen | nicht ausgetragen | nicht ausgetragen | 12             | 534,1          | Dritter        |
| Aileen Riggin     | Kunstspringen 1 m und 3 m | nicht ausgetragen | nicht ausgetragen | nicht ausgetragen | 9              | 539,9          | Olympiasieger  |
| Aileen Riggin     | Turmspringen 4 m und 8 m  | 15                | 155,5             | Zweiter           | 20             | 157,0          | Fünfter        |
| Helen Wainwright  | Kunstspringen 1 m und 3 m | nicht ausgetragen | nicht ausgetragen | nicht ausgetragen | 9              | 534,8          | Zweiter        |